# Quini
Quini, teljes nevén Enrique Castro González, (Oviedo, 1949. szeptember 23. – Gijón, 2018. február 27.) spanyol válogatott labdarúgó, csatár. 
Pályafutása nagy részét a Sporting Gijón és a Barcelona csapataiban töltötte, korának egyik legjobb támadójának számított.
Az adott szezon gólkirályának járó Pichichi-trófeát hét alkalommal nyerte el, ebből ötször volt az élvonal gólkirálya.
Tizenkét éven át volt tagja a spanyol válogatottnak, két világbajnokságon és egy Európa-bajnokságon vett részt.

## Pályafutása

### Klubcsapatban
Az Oviedóban született Quini 1967-ben csatlakozott az Ensidesa csapatához, majd egy év múlva lett a Sporting Gijón
játékosa. Két évig a másodosztályban szerepelt csapatával, majd miután feljutottak az élvonalba, harminc mérkőzésen tizenháromszor volt eredményes a La Liga 1970-71-es kiírásában. Az elkövetkező kilenc idényben csak egyszer fordult elő, hogy góljainak száma nem érte el a tízet. Egymást követő három alkalommal is elnyerte a gólkirálynak járó Pichichi-trófeát, igaz a második alkalommal a Gijón úgy is kiesett az élvonalból, hogy Quini 21 gólt szerzett a bajnokságban.
1980 nyarán aláírt a Barcelonához. Első két idényében összesen 47 gólt szerzett a bajnokságban és mindkétszer a liga gólkirálya lett. 1981-ben és 1983-ban kupagyőzelmet ünnepelhetett a katalán csapattal, ráadásul előbbi sorozat döntőjében a Gijón ellen szerzett két találatot. Tagja volt az 1981-1982-es kupagyőztesek Európa-kupája elsőséget szerző Barcelonának, a döntőben a belga Standard de Liège ellen ő lőtte a győztes gólt, így hazai pályán, a Camp Nou-ban ünnepelhettek a mérkőzés után.
Az utolsó két barcelonai szezonjában már kevesebb lehetőséget kapott, de így is ő szerezte a klub 3000. bajnoki gólját a CD Castellón elleni hazai mérkőzésen. 1984-ben, 35 éves korában visszavonult, de volt klubja, a Gijón hívására visszatért a pályára, majd még három szezon erejéig segítette a Sportingot. 1987. június 14-én Barcelonában játszotta utolsó mérkőzését, összesen 448 első osztályú bajnokin szerepelt és ezeken 219 gólt szerzett, ötször lett gólkirály az első-, kétszer a másodosztályban. Visszavonulását követően is a Sporting Gijón alkalmazásában maradt.

### A válogatottban
1970. október 28-án a görögök ellen mutatkozott be a spanyol válogatottban, és a második félidőben beállva megszerezte első gólját is a nemzeti csapatban.
Harmincöt alkalommal volt válogatott, ezalatt nyolcszor volt eredményes. Két világbajnokságon és egy Európa-bajnokságon vett részt.

## Elrablása
1981. március 1-jén, miután kétszer volt eredményes a Hércules ellen megnyert bajnokin, két fegyveres támadó elrabolta a mérkőzést követően. 25 nap után, a spanyol és a svájci bűnüldöző szervek közötti együttműködésnek köszönhetően sértetlenül sikerült kiszabadítani fogságából.
Később úgy vélték, hogy stockholm-szindrómában szenved, ugyanis Quini sohasem emelt vádat elrablói ellen és nem tartott igényt az öt millió peseta kártérítésre sem.

## Családja
Két évvel fiatalabb testvére, Jesús is profi labdarúgó volt, 1968 és 1985 között 417 bajnokin védte a Sporting Gijón kapuját.

## Halála
2018. február 27-én szívinfarktus következtében hunyt el, 68 éves korában. Március 1-jén a Sporting Gijón vezetősége bejelentette, hogy a stadionját ezt követően El Molinón-Enrique Castro Quini névre keresztelik, így tisztelegve egykori játékosuk előtt.

### Válogatott góljai
| #  | Dátum              | Helyszín                        | Ellenfél      | Eredmény a gólt követően | Végeredmény | Kiírás                           |
| -- | ------------------ | ------------------------------- | ------------- | ------------------------ | ----------- | -------------------------------- |
| 1. | 1970. október 28.  | La Romareda, Zaragoza           | Görögország   | 2–0                      | 2–1         | Barátságos                       |
| 2. | 1974. november 20. | Hampden Park, Glasgow           | Skócia        | 1–1                      | 1–2         | 1976-os Európa-bajnoki selejtező |
| 3. | 1974. november 20. | Hampden Park, Glasgow           | Skócia        | 1–2                      | 1–2         | 1976-os Európa-bajnoki selejtező |
| 4. | 1978. március 29.  | El Molinón, Gijón               | Norvégia      | 1–0                      | 3–0         | Barátságos                       |
| 5. | 1978. április 26.  | Los Cármenes, Granada           | Mexikó        | 1–0                      | 2–0         | Barátságos                       |
| 6. | 1980. április 16.  | El Molinón, Gijón               | Csehszlovákia | 2–2                      | 2–2         | Barátságos                       |
| 7. | 1980. június 15.   | Giuseppe Meazza Stadion, Milánó | Belgium       | 1–1                      | 2–1         | 1980-as világbajnokság           |
| 8. | 1982. február 24.  | Estadio Mestalla, Valencia      | Skócia        | 2–0                      | 3–0         | Barátságos                       |

## Statisztika
| Ensidesa       | 1967–68        | 22  | 17  | -  | -  | –  | – | –  | – | 22  | 17  |
| Ensidesa       | Összesen       | 22  | 17  | -  | -  | –  | – | –  | – | 22  | 17  |
| Sporting       | 1968–69        | 21  | 15  | -  | -  | –  | – | –  | – | 21  | 15  |
| Sporting       | 1969–70        | 35  | 24  | 1  | 1  | –  | – | –  | – | 36  | 25  |
| Sporting       | 1970–71        | 30  | 13  | 2  | 0  | –  | – | –  | – | 32  | 13  |
| Sporting       | 1971–72        | 24  | 9   | 3  | 1  | –  | – | -  | - | 27  | 10  |
| Sporting       | 1972–73        | 34  | 11  | 8  | 5  | –  | – | –  | – | 42  | 16  |
| Sporting       | 1973–74        | 34  | 20  | 2  | 1  | –  | – | –  | – | 36  | 21  |
| Sporting       | 1974–75        | 32  | 12  | 6  | 3  | –  | – | –  | – | 38  | 15  |
| Sporting       | 1975–76        | 34  | 21  | 3  | 2  | –  | – | –  | – | 37  | 23  |
| Sporting       | 1976–77        | 38  | 26  | 5  | 4  | –  | – | –  | – | 43  | 30  |
| Sporting       | 1977–78        | 32  | 15  | 10 | 9  | –  | – | –  | – | 42  | 24  |
| Sporting       | 1978–79        | 33  | 23  | 1  | 0  | 4  | 0 | –  | – | 38  | 23  |
| Sporting       | 1979–80        | 34  | 25  | 9  | 3  | 2  | 0 | –  | – | 45  | 28  |
| Sporting       | Összesen       | 381 | 214 | 50 | 29 | 6  | 0 | -  | - | 421 | 243 |
| Barcelona      | 1980–81        | 30  | 20  | 10 | 11 | 2  | 1 | –  | – | 42  | 32  |
| Barcelona      | 1981–82        | 32  | 27  | 2  | 0  | 8  | 3 | –  | – | 42  | 30  |
| Barcelona      | 1982–83        | 22  | 4   | 2  | 0  | 4  | 0 | 1  | 0 | 29  | 4   |
| Barcelona      | 1983–84        | 16  | 3   | 5  | 6  | 1  | 2 | 7  | 0 | 29  | 11  |
| Barcelona      | Összesen       | 100 | 54  | 19 | 17 | 15 | 6 | 8  | 0 | 142 | 77  |
| Sporting       | 1984–85        | 21  | 9   | 7  | 5  | –  | – | 6  | 5 | 32  | 17  |
| Sporting       | 1985–86        | 24  | 7   | 3  | 3  | 2  | 0 | 4  | 1 | 29  | 10  |
| Sporting       | 1986–87        | 16  | 1   | 1  | 1  | –  | – | –  | – | 17  | 2   |
| Sporting       | Összesen       | 62  | 17  | 11 | 9  | 2  | 0 | 10 | 6 | 78  | 32  |
| Karrier összes | Karrier összes | 565 | 302 | 80 | 55 | 23 | 6 | 18 | 6 | 686 | 369 |

## Sikerei, díjai

### Klub
Barcelona
- Copa del Rey: 1980–81, 1982–83
- Szuperkupa-győztes: 1983
- Copa de la Liga: 1983
- Kupagyőztesek Európa-kupája: 1981–82

### Egyéni
- Don Balón-díj – A legjobb spanyol játékos: 1978–79
- Pichichi-trófea (Az élvonalban): 1973–74, 1975–76, 1979–80, 1980–81, 1981–82;[1] (A másodosztályban): 1969–70, 1976–77[20]